# Robert Johnson (basket-ball)
Pour les articles homonymes, voir Robert Johnson (homonymie).
Robert Johnson (né le 27 mai 1995) est un joueur américain professionnel de basketball.

## Carrière universitaire
Robert Johnson affichait une moyenne de 12,8 points et 2,5 passes décisives par match alors qu'il était junior au sein de l'Indiana. Il annonça vouloir intégrer la NBA draft mais choisit finalement de retourner chez les Hoosiers. En senior, Robert Johnson cumulait une moyenne de 14,0 points, 4,5 rebonds et 2,7 passes décisives par match. Robert Johnson a été nommé par les coaches dans le  All-Big Ten avec la mention "honorable". À l'issue de son passage au sein de l'Indiana il en devient le 21e meilleur marqueur avec un total de 1,413 points.

## Carrière professionnelle
N'ayant pas été "drafté" en 2018, il représente les Atlanta Hawks durant la ligue d'été de la NBA à Las Vegas et Salt Lake City. Robert Johnson a joué pour les Herd du Wisconsin dans sa saison de "rookie" avec une moyenne de 7,3 points, 2,7 rebonds et 1,9 passes décisives par match. Le 8 août 2019, il rejoint l'équipe polonaise du MKS Dąbrowa Górnicza.
Le 15 décembre 2019, il signe pour le Parma Perm qui évolue dans la VTB United League, une ligue des pays de l'est. Le 16 juillet 2020, Robert Johnson signe une prolongation de contrat de 2 ans avec Parma.
Le 21 janvier 2021, il intègre l'équipe turque de Fethiye Belediyespor qui évolue dans la ligue BSL. Sa moyenne par match est de 19,7 points, 4,9 rebonds et 4,1 passes décisives. Il retourne ensuite en Italie, à Pallacanestro Cantù et le 19 janvier 2022, il intègre l'effectif du Legia Warszawa de la Polish Basketball League.
Le 1er août 2022, il signe un contrat avec Naples Basket une équipe de la ligue Serie A.
Le 9 janvier 2023, il rejoint l'ADA Blois Basket 41 qui joue pour la 1re fois en Pro A.